# Patellariopsis indica
Patellariopsis indica är en svampart som beskrevs av A. Pande 1983. Patellariopsis indica ingår i släktet Patellariopsis, ordningen disksvampar, klassen Leotiomycetes, divisionen sporsäcksvampar och riket svampar.   Inga underarter finns listade i Catalogue of Life.